# Blakeslee (Ohio)
Blakeslee es una villa ubicada en el condado de Williams en el estado estadounidense de Ohio. En el Censo de 2010 tenía una población de 96 habitantes y una densidad poblacional de 343,2 personas por km².

## Geografía
Blakeslee se encuentra ubicada en las coordenadas 41°31′27″N 84°43′52″O / 41.52417, -84.73111. Según la Oficina del Censo de los Estados Unidos, Blakeslee tiene una superficie total de 0.28 km², de la cual 0.28 km² corresponden a tierra firme y (0%) 0 km² es agua.

## Demografía
Según el censo de 2010, había 96 personas residiendo en Blakeslee. La densidad de población era de 343,2 hab./km². De los 96 habitantes, Blakeslee estaba compuesto por el 100% blancos, el 0% eran afroamericanos, el 0% eran amerindios, el 0% eran asiáticos, el 0% eran isleños del Pacífico, el 0% eran de otras razas y el 0% pertenecían a dos o más razas. Del total de la población el 0% eran hispanos o latinos de cualquier raza.